# 赫耳墨斯和婴儿酒神

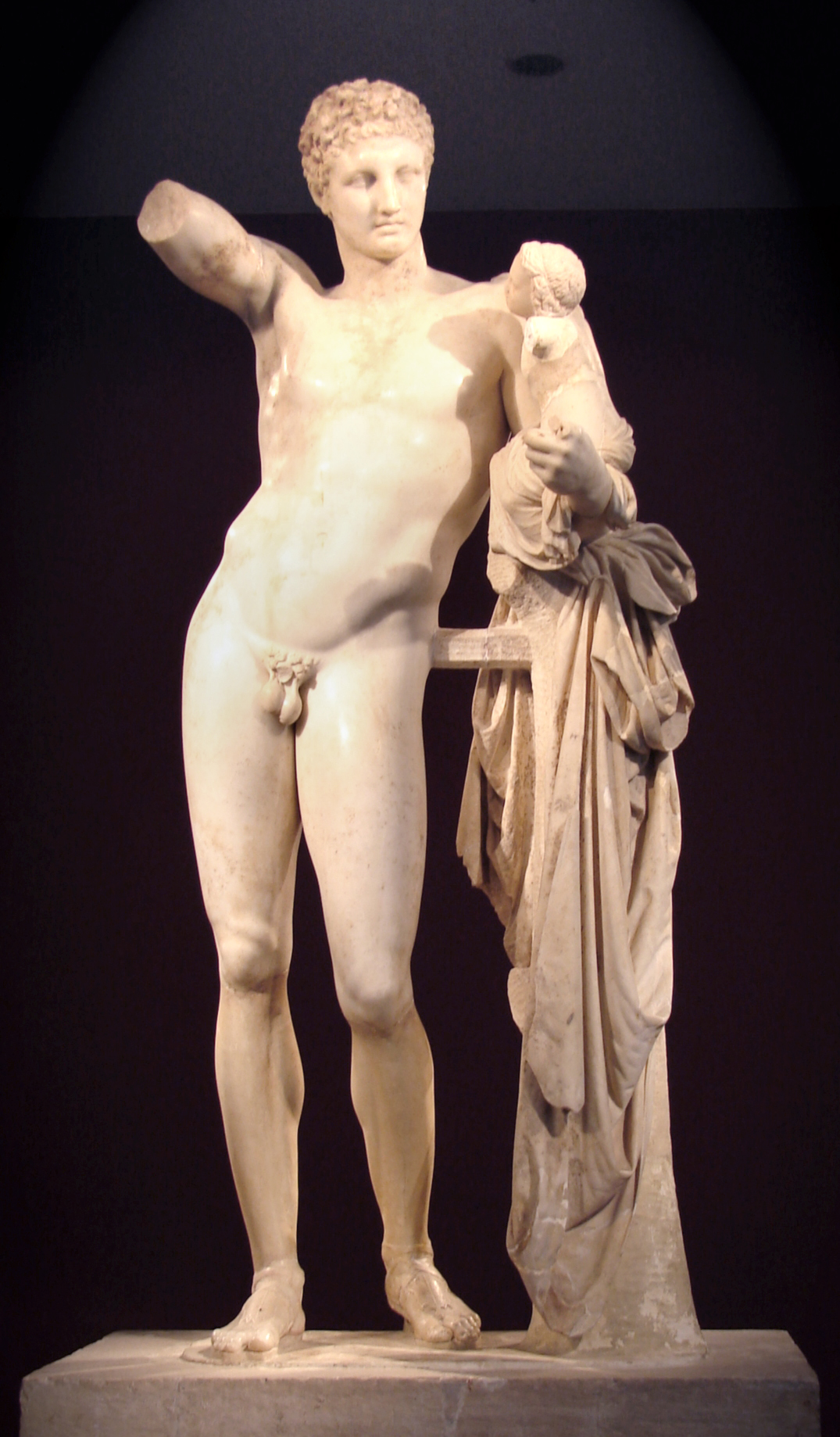
《赫耳墨斯和婴儿酒神》，藏于奥林匹亚考古博物馆

《赫耳墨斯和婴儿酒神》是一件古希腊雕塑作品，传统认为作者是普拉克西特列斯，完成于公元前4世纪。这件作品于1877年在赫拉神庙遗址发现，目前陈列在奥林匹亚考古博物馆。
作品描述的是商业和信息之神赫耳墨斯与还是婴儿的酒神狄俄倪索斯在途中休息时，赫耳墨斯手拿一串葡萄逗弄小酒神。